# Michel Zink
Michel Zink (Issy-les-Moulineaux, Francia, 5 de mayo de 1945) es un escritor, historiador especialista en la Edad Media (medievalista) y filólogo, electo miembro de la Academia Francesa el 14 de diciembre de 2017, para el asiento número 37 que fue previamente ocupado hasta su muerte por René Girard.

## Datos biográficos
Hijo de Georges Zink, Michel fue educado de 1964 a 1968 en la Escuela Normal Superior de Francia. Obtuvo en 1967 su diploma en letras clásicas. Más tarde, en 1970 obtuvo un doctorado en letras bajo la dirección de Pierre Le Gentil.
Después de haber sido asistente de profesor en la Sorbona (1968-1970 y en 1972-1976), y en la Universidad de Túnez (1970-1972) fue profesor en la Universidad de Toulouse (1976-1987) y en la Universidad de París (1987-1994). Desde 1995, es titular de la cátedra de literatura de Francia medieval en el Colegio de Francia. El 3 de junio de 2000 fue elegido miembro del Instituto de Francia (Academia de Inscripciones y Lenguas Antiguas), tomando el lugar de Félix Lecoy.
Miembro y corresponsal extranjero del Medieval Academy of America (Academia Medieval de América), de la Academia Americana de Arte y Ciencias, de la Academia de Ciencias de Lisboa y de la Academia de Ciencias de Austria. El 28 de octubre de 2011 fue elegido secretario perpetuo de la Academia de Inscripciones y Lenguas Antiguas.
Electo el 14 de diciembre de 2017 para el asiento número 37 de la Academia Francesa

## Premios y distinciones
- Premio de la Asociación Internacional de estudios franceses (1987)
- Medalla de oro de la Sociedad Académica de Artes-Ciencias y Letras de Francia (1996)
- Enredadera de oro de la Academia de los juegos florales de Toulouse (2001)
- Doctor honoris causa de la Universidad de Sheffield (2004)
- Premio Balzan (2007)
- Doctor honoris causa de la Universidad de Bucarest (2014)
- Premio Provins Edad Media (2014)

## Condecoraciones
- 2008 : Comendador de la Orden de las Palmas Académicas
- 2016 : Comendador de la Legión de Honor

## Obra

### Ensayo y crítica literaria
- La Pastourelle. Poésie et folklore au Moyen Âge, París, Bordas, 1972, 160 p.
- La Prédication en langue romane avant 1300, París, Champion, Nouvelle Bibliothèque du Moyen Âge, 1976, 580 p.
- Belle. Essai sur les chansons de toile, suivi d'une édition et d'une traduction, París, Champion, 1978, 184 p.
- Roman rose et Rose rouge. Le Roman de la Rose ou de Guillaume de Dole de Jean Renart, París, Nizet, 1979, 127 p.
- Le Roman d’Apollonius de Tyr, París, U.G.E. Série Bibliothèque médiévale, 1982, 315 p.
- La Subjectivité littéraire autour du siècle de saint Louis, París, PUF, 1985, 267 p.
- Rutebeuf, Œuvres complètes, París, Garnier, 1989-1990, 2 vol., 514 p. et 535 p.
- Le Moyen Âge. Littérature française, Presses Universitaires de Nancy, 1990, 167 p.
- Les Voix de la conscience. Parole du poète et parole de Dieu dans la littérature médiévale, Caen, Paradigme, 1992, 418 p.
- Littérature française au Moyen Âge, París, PUF, 1992, X-400 p.
- Le Moyen Âge et ses chansons ou un passé en trompe-l'œil, París, Éditions de Fallois, 1996, 231 p.
- Froissart et le temps, París, PUF, 1998, 225 p.
- Le Jongleur de Notre-Dame. Contes chrétiens du Moyen Âge, París, Le Seuil, 1999, 204 p.
- Déodat ou la transparence. Un roman du Graal, París, Le Seuil, 2002, 153 p.
- Poésie et conversion au Moyen Âge, París, PUF, 2003, 346 p.
- Le Moyen Âge de Gaston Paris, París, Odile Jacob, 2004, 342 p.
- Le Moyen Âge à la lettre. Abécédaire médiéval, París, Tallandier, 2004, 137 p.
- Livres anciens, lecture vivante, París, Odile Jacob, 2010, 352 p.
- D’autres langues que la mienne, París, Odile Jacob, 2014, 288 p.
- Bienvenue au Moyen Âge, Equateurs / France Inter, 2015, 184 p.
- L'Humiliation, le Moyen Age et nous, París, Albin Michel, 2017, 261 p.

### Novela histórica
- Le Tiers d'amour. Un roman des troubadours, París, Fallois, 1998, 205 p.

### Novela policiaca
- Arsène Lupin et le mystère d’Arsonval, París, Fallois, 2004, 153 p
- Un portefeuille toulousain, París, Fallois, 2007, 153 p.

### Memorias
- Seuls les enfants savent lire, París, Tallandier, 2009, 121 p. ISBN 978-2-84734-353-3